# Stelis scaphoides
Stelis scaphoides är en orkidéart som beskrevs av O.Duque. Stelis scaphoides ingår i släktet Stelis och familjen orkidéer. Inga underarter finns listade i Catalogue of Life.